# Leaellynasaura
Leaellynasaura amicagraphica is een uitgestorven plantenetende ornithischische dinosauriër, behorend tot de Euornithopoda, die tijdens het Vroeg-Krijt leefde in het gebied van het huidige Australië. Het is de typesoort van het geslacht Leaellynasaura.

## Naamgeving en vondst
In 1984 werden in de Dinosaur Cove East-vindplaats, een kunstmatige tunnel in de kliffen aan de kust van Victoria in het zuidoosten van Australië, waarin jarenlang dinosauriërbeenderen zijn opgegraven, de resten ontdekt van een kleine planteneter.
De soort werd in 1989 benoemd door Tom Rich en Patricia Vickers-Rich. De geslachtsnaam verwijst naar hun dochter Leaellyn Rich; het bij sauriërs gebruikelijke achtervoegsel ~saurus kreeg daarom een vrouwelijke uitgang. De soortaanduiding betekent: 'beschreven voor een geliefde vrouwelijke persoon'; dat verwijst allereerst naar de voornoemde dochter maar eert ook de Friends of the Museum of Victoria en de National Geographic Society die het onderzoek financieel ondersteunden.

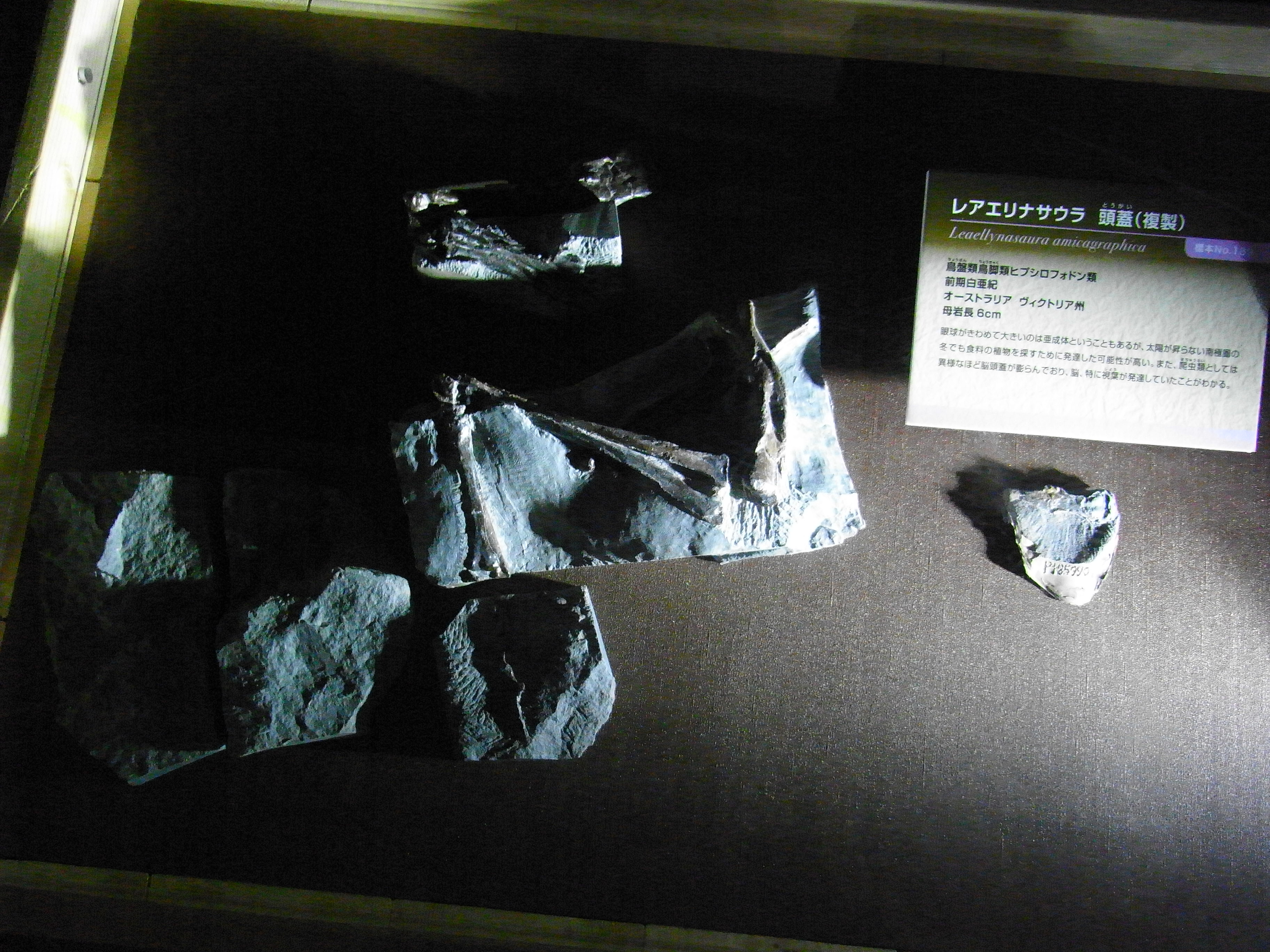
Een deel van het toegewezen materiaal van achterpoten en staartwervels

Het holotype NMV P185991 is gevonden in een laag van de Eumerallaformatie, de dateert uit het het Aptien-Albien, ongeveer 112 miljoen jaar oud. Het bestaat uit een bovenkaaksbeen met tanden, verbonden aan een jukbeen en stukken van het quadratojugale en quadratum, van een jong dier. Het paratype is NMV P185990, een schedeldak bestaande uit de achterste neusbeenderen, de prefrontalia, de voorhoofdsbeenderen en de wandbeenderen, verbonden met een natuurlijk afgietsel van de hersenpan. Daarnaast is er het achterdeel van een skelet gevonden bestaande uit de voorste staart en een achterpoot, geïnventariseerd onder nummer NMV P185992, en een reeks wervels uit de staartpunt (P185993). Verder zijn er nog fragmenten aan de soort toegewezen, waaronder stukken rib en dijbeenmateriaal (de femora NMV P179561, NMV P179564, NMV P182968, NMV P185980, NMV 185876 en NMV 185976). Al deze botten werden door Rich & Rich geïnterpreteerd als afkomstig van een enkel individu. Later zijn er nog meer dijbeenderen aan de soort toegewezen. Sommige onderzoekers betwisten of al deze vondsten wel bij elkaar horen. In 2016 concludeerde een studie dat geen van de specimina bij elkaar hoorden en dat zelfs van geen enkel specimen behalve het holotype gesteld kon worden dat het tot Leaellynasaura behoorde.
In 2009 meldde Matthew Herne twee aanvullende gedeeltelijke skeletten.

## Beschrijving
Leaellynnasaura is een kleine tweevoetige planteneter. Het holotype behoorde aan een jong individu dat een geschatte lengte heeft van vijfenzeventig centimeter. In 2010 schatte Gregory S. Paul de volwassen lichaamslengte op drie meter, het gewicht op negentig kilogram.
De maxillaire tanden in de bovenkaak hebben aan beide zijden vijf verticale richels. Er is geen centrale primaire richel. De oorspronkelijk toegewezen dijbenen zijn over de volle schachtlengte van voor naar achteren afgeplat; de latere zijn echter onderaan zijdelings afgeplat, een teken dat ze niet van hetzelfde taxon zijn.
Herne meldde dat een van de nieuwe exemplaren een extreem lange staart had van ruim zeventig wervels, meer dan van enige andere basale euornithopode bekend is. Deze zou driekwart van de lichaamslengte hebben uitgemaakt.

## Fylogenie
Leaellynnasaura werd door de beschrijvers in de Hypsilophodontidae geplaatst. Tegenwoordig ziet men deze als een onnatuurlijke (parafyletische) groep en beschouwt men Leaellynnasaura meestal simpelweg als een basaal lid van de Euornithopoda. Sommige analyses hebben als uitkomst dat ze basaal in de Genasauria staat, dus nog onder de euornithopoden in de stamboom.

## Levenswijze
Leaellynnasaura leefde in koude gebieden waar ook de zes meter lange dwergallosaurus voorkwam en de acht meter lange Muttaburrasaurus.
Tijdens het Onder-Krijt lag dit gebied binnen de poolcirkel en er was dus een lange poolnacht. Het aardklimaat was veel warmer dan nu en zelfs op zulke hoge breedten groeiden er bossen van bladverliezende ginkgo's. Het is wel gesuggereerd dat de dieren tijdens de poolnacht wellicht een winterslaap van enkele dagen hielden. Daarna werden ze wakker en zochten ze voedsel, om vervolgens weer te gaan slapen. Ze werden om de vier à vijf dagen wakker. Slapen gebeurde mogelijk in groepen. De dieren daarvan lagen dicht op elkaar zodat ze elkaar warm konden houden tijdens de koude, donkere dagen. Een langdurige winterslaap werd kennelijk niet gehouden want botonderzoek toonde geen groeilijnen aan die het gevolg zouden zijn geweest van een groeivertraging tijdens de hibernatie. Dat de groei 's-winters gewoon doorging, is gezien als een teken van warmbloedigheid.
Leaellynnasaura leefde misschien in kleine kudden. Ze zochten tijdens de veel warmere zomers waarschijnlijk in de bossen waar ze leefden of bij de muttaburrasauruskudden naar voedsel. Het dier was een planteneter, maar at misschien als omnivoor ook insecten en reptielen.
Leaellynasaura heeft betrekkelijk grote ogen, wat erop duidt dat het ook als een nachtdier kon leven. Het is echter ook geopperd dat de relatieve grootte van de ogen het gevolg is van de jonge leeftijd van het holotype: jongere dieren hebben grotere oogkassen. Speciaal is dat er een afdruk van de schedelholte bewaard is gebleven die toont dat de optische lobben van de hersenen zeer groot waren, wat geïnterpreteerd is als een aanpassing aan de duisternis van de poolnacht.

## Populairwetenschappelijke aandacht
In november 1999 zond de BBC een aflevering uit van de televisieserie Walking with Dinosaurs met als titel Spirits of the Ice Forest. Hierin speelde Leaellynasaura een hoofdrol. In de aflevering werden veel speculatieve elementen opgenomen over de levenswijze: dat de groepen een kleine grootte hadden, dat ze gedomineerd werden door een dominant paartje dat een belangrijk deel van de eierleg domineerde en dat er broedzorg was. Voor deze op zich niet implausibele mogelijkheden bestaat echter geen direct bewijs.